# Erik Bertram
Erik Bertram (* 27. November 1987 in Kirn) ist ein deutscher Physiker. Vom Oktober 2012 bis Oktober 2013 war er Bundesvorsitzender des Rings Christlich-Demokratischer Studenten (RCDS) und in dieser Funktion auch Mitglied im Bundesvorstand der CDU. Von 2020 bis 2024 war er Professor für Digital Business Management. Seit 2024 ist er Professor für angewandte Mathematik und Stochastik an der Hochschule Fresenius Heidelberg.

## Leben

### Schulzeit und Studium
Erik Bertram besuchte das Gymnasium Kirn, an dem er im Jahre 2007 sein Abitur mit der Note 1,0 absolvierte. Parallel zur Oberstufe studierte Bertram mit 17 Jahren als Juniorstudent an der Universität des Saarlandes in Saarbrücken die Fächer Physik und Mathematik. Nach seinem Abitur arbeitete er mit 19 Jahren als Aushilfslehrer am Gymnasium in Kirn und unterrichtete die Fächer Physik und Mathematik.
Anschließend setzte er sein Physikstudium als Stipendiat der Studienstiftung des deutschen Volkes im Studiengang Bachelor of Science an der Ruprecht-Karls-Universität Heidelberg bis 2010 fort. Nach einem Forschungsaufenthalt am King’s College der University of Cambridge als Cambridge-Stipendiat der Universität Heidelberg beendete Bertram im September 2012 letztlich sein Studium mit dem Abschluss Master of Science. Das Thema seiner Abschlussarbeit auf dem Gebiet der theoretischen Astrophysik lautete Statistical Analysis of Turbulence in the ISM.

### Akademischer Werdegang
2014 folgte ein Forschungsaufenthalt am Harvard-Smithsonian Center for Astrophysics. Von 2014 bis 2016 war er wissenschaftlicher Mitarbeiter am Institut für theoretische Astrophysik der Universität Heidelberg. 2016 wurde er mit einer Arbeit zum Thema The Role of Turbulence in the Process of Star Formation als Promotionsstipendiat der Konrad-Adenauer-Stiftung bei Ralf Klessen an der Universität Heidelberg zum Dr. rer. nat. promoviert (magna cum laude). Während seiner Promotion war er Mitglied bei der International Max Planck Research School für Astrophysik.
Von 2020 bis 2024 war er Professor für Digital Business Management an der Hochschule Fresenius Heidelberg. Im Jahr 2024 folgte die Berufung zum Professor für angewandte Mathematik und Stochastik.

### Beruflicher Werdegang
Im Jahr 2016 trat Bertram als Softwareentwickler der SAP bei. Dort arbeitete er zunächst in verschiedenen Positionen im Vorstandsbereich Technologie und Innovation, unter anderem in den Bereichen HANA und Analytics sowie der Business Technology Platform (ehemals SAP Cloud Platform). Von 2019 bis 2021 war er Director, von 2022 bis 2024 Senior Director im Bereich User Experience Design. Seit 2024 verantwortet er als Vice President das Thema Experience Management.

## Politik

### RCDS
Erik Bertram trat im Jahre 2008 der CDU, der Jungen Union und dem RCDS bei. Von 2009 bis 2010 war er Vorsitzender des RCDS Heidelberg, von 2011 bis 2012 Landesvorsitzender des RCDS Baden-Württemberg und in dieser Funktion auch Mitglied im Landesvorstand der CDU Baden-Württemberg. Von Oktober 2012 bis Oktober 2013 war Bertram Bundesvorsitzender des RCDS und Mitglied im Bundesvorstand der CDU. Anschließend fungierte er bis 2019 als Chefredakteur des politischen Debattenmagazins Civis mit Sonde, dessen Beirat er bis heute angehört.
In Baden-Württemberg sprach sich Bertram gegen die Wiedereinführung einer verfassten Studierendenschaft aus und kritisierte in diesem Zusammenhang die grüne Wissenschaftsministerin Theresia Bauer. Zwangsmitgliedschaften verbunden mit Zwangsbeiträgen führen nicht zu einer Stärkung der studentischen Stimme an den Hochschulen.
In dem Wochenmagazin DIE ZEIT kritisierte Bertram die deutschlandweiten Studentenproteste aus dem Jahre 2009 und sprach sich für die Weiterführung der Bologna-Reformen aus, forderte aber Korrekturen an den Curricula. Vor allem Wettbewerb führe seiner Meinung nach zu Qualitätssteigerung im Bildungs- und Hochschulwesen.
Nach den zahlreichen für die CDU verlorenen Oberbürgermeisterwahlen und Mandaten bei Landtagswahlen in Hochschulstädten plädierte Bertram für eine stärkere Öffnung der Union für große Städte und forderte in diesem Zusammenhang eine personelle und inhaltliche Neuausrichtung der Partei in den Großstädten:
Im Vorfeld der Diskussion um die Plagiatsvorwürfe von Bundesbildungsministerin Annette Schavan kritisierte Bertram das Verfahren zur Aberkennung ihres Doktorgrades. Das Verfahren sei „ohne den Einsatz unabhängiger Gutachter, die eine vorsätzliche Täuschungsabsicht feststellen, unglaubwürdig“, so Bertram.

### CDU
Seit 2009 gehört Bertram dem Kreisvorstand der CDU Heidelberg an und wurde 2012 zum Stadtbezirksvorsitzenden der CDU Heidelberg-Altstadt/Schlierbach gewählt. Zuvor arbeitete Bertram von 2010 bis 2012 neben dem Studium als Fraktionsreferent für die CDU-Fraktion im Heidelberger Gemeinderat.
2012 wurde er in den Landesfachausschuss „Wissenschaft, Forschung und Kunst“ der CDU Baden-Württemberg sowie in den Bundesfachausschuss „Wissenschaft, Forschung und Innovation“ der CDU Deutschlands berufen.
Von 2011 bis 2021 war Bertram gewähltes Mitglied im Landesvorstand der CDU Baden-Württemberg und von 2012 bis 2013 auch Mitglied im Bundesvorstand der CDU Deutschlands. Seit 2015 ist er stellv. Kreisvorsitzender der CDU Heidelberg.
Von 2022 bis 2024 war er darüber hinaus Mitglied der Grundsatzprogrammkommission der CDU Deutschlands und wirkte bei der Erarbeitung eines neuen Grundsatzprogramms der CDU im Bereich der Digitalpolitik mit.

### Konrad-Adenauer-Stiftung
2020 wurde er auf Vorschlag von Bundestagspräsident a. D. Norbert Lammert als Mitglied in die Konrad-Adenauer-Stiftung gewählt. Seit 2024 fungiert Bertram außerdem als Vertrauensdozent der Konrad-Adenauer-Stiftung am Hochschulstandort Heidelberg.

### Mitgliedschaften
Bertram ist weiterhin Mitglied in der überparteilichen Europa-Union, in der Deutschen Physikalischen Gesellschaft und in der Deutschen Atlantischen Gesellschaft. Im Jahr 2023 wurde er als einer von 50 jungen Nachwuchsführungskräften unter 35 Jahren aus Deutschland und den USA zum Young Leader der Atlantik-Brücke berufen. Seit 2018 ist er Mitglied und Ehrensenator der Perkeo-Gesellschaft Heidelberg e. V.

## Veröffentlichungen

### Monografien
- Alles Zufall im All? Das geheime Rezept des Universums, Kosmos-Verlag, 2023, ISBN 978-3440177907
- SAP Analytics Cloud Performance Optimization, Rheinwerk Verlag, 2023, ISBN 978-1493223961
- Designing Dashboards with SAP Analytics Cloud, Rheinwerk Verlag, 2021, ISBN 978-1-4932-2060-1
- Die letzten Geheimnisse des Universums: Den drängenden Fragen der Menschheit auf der Spur, tectum-Verlag, 2019, ISBN 978-3-8288-4265-6
- Gottes großer Plan – Eine Reise durch die Geschichte des Universums, tectum-Verlag, 2017, ISBN 978-3-8288-3962-5
- The Role of Turbulence in the Process of Star Formation, heiDOK, 2016

### Wissenschaftliche Paper
- Synthetic observations of molecular clouds in a galactic center environment: I. Studying maps of column density and integrated intensity, Bertram, E., Glover, S. C. O., Clark, P. C., Ragan, S. E., Klessen, R. S., MNRAS, 2016, Volume 455, Pages 3763–3780
- Star formation efficiencies of molecular clouds in a galactic center environment, Bertram, E., Glover, S. C. O., Clark, P. C., Klessen, R. S., MNRAS, Volume 451, Pages 3679–3692
- Structure analysis of simulated molecular clouds with the Delta-variance, Bertram, E., Klessen, R. S., Glover, S. C. O., 2015, MNRAS, Volume 451, Pages 196–209
- Centroid Velocity Statistics of Molecular Clouds, Bertram, E., Klessen, R. S., Glover, S. C. O., MNRAS, 2015, Volume 446, Pages 3777–3787
- Principal Component Analysis of Molecular Clouds: Can CO reveal the dynamics?, Bertram, E., Shetty, R., Glover, S. C. O., Klessen, R. S., Roman-Duval, J., Federrath, C., MNRAS, 2014, Volume 440, Pages 465–475
- Statistical analysis of the mass-to-flux ratio in turbulent cores: effects of magnetic field reversals and dynamo amplification, Bertram, E., Federrath, C., Banerjee, R., Klessen, R. S., MNRAS, 2011, Volume 420, Pages 3163–3173